# 訃報 1996年6月
訃報 1996年6月（ふほう 1996ねん6がつ）では、1996年（平成8年）6月中に物故した、又は物故が報じられた人物についてまとめる。

## （1日 - 15日）

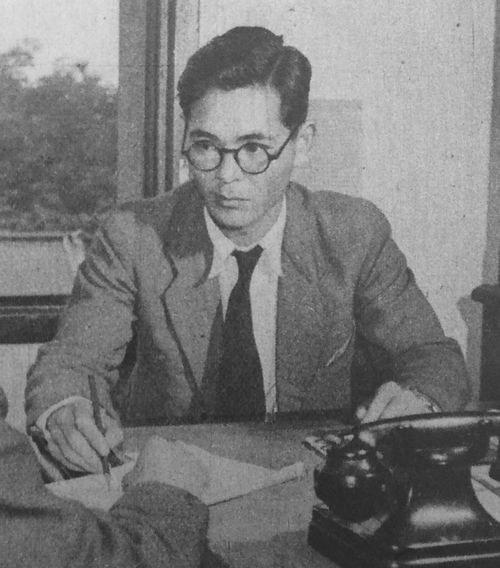
北村久寿雄 / 6月6日没

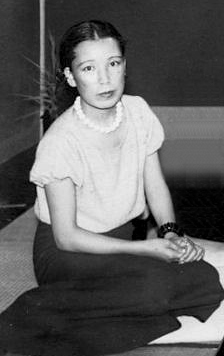
宇野千代 / 6月10日没

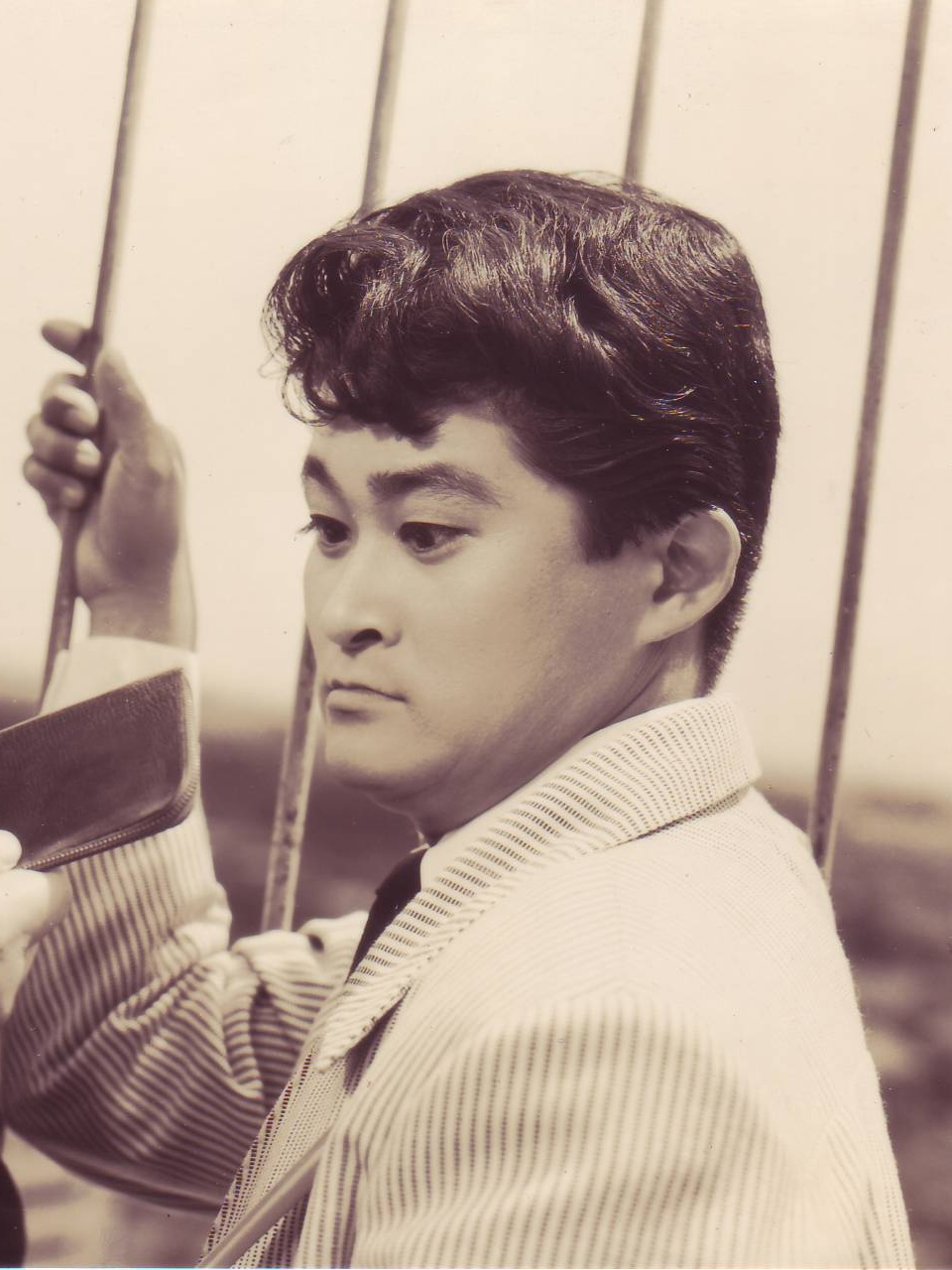
フランキー堺 / 6月10日没

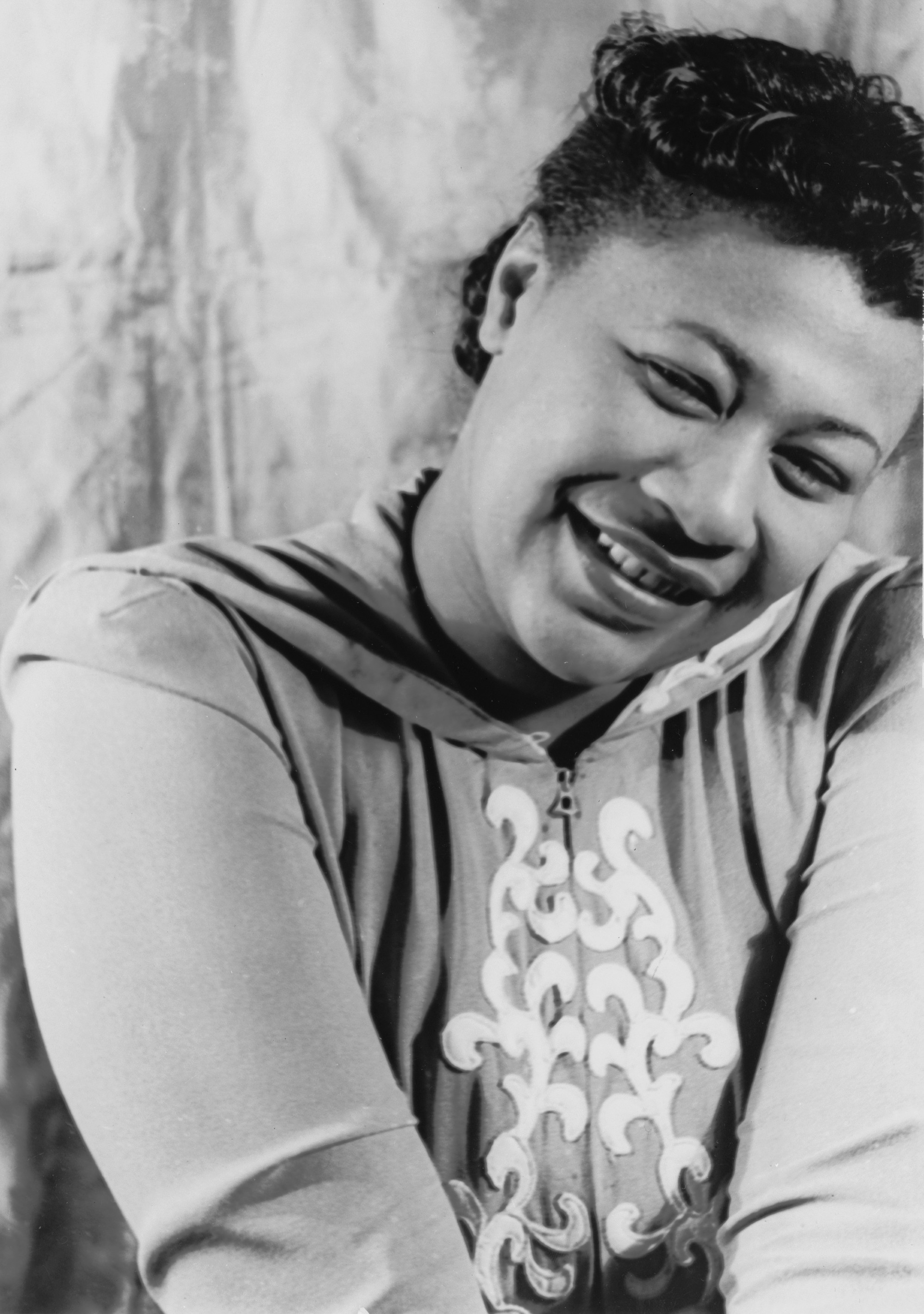
エラ・フィッツジェラルド / 6月15日没

- 6月2日 - 井出一太郎、政治家、元内閣官房長官（* 1912年）
- 6月2日 - レオン・ガーフィールド、小説家（* 1921年）
- 6月6日 - ジョージ・スネル、遺伝学者（* 1903年）
- 6月6日 - 小林重四郎、俳優・歌手（* 1909年）
- 6月6日 - 北村久寿雄、水泳選手（* 1917年）
- 6月10日 - 宇野千代、作家（* 1897年）
- 6月10日 - 小倉豊文、日本史・日本文学研究者（* 1899年）
- 6月10日 - フランキー堺、俳優（* 1929年）
- 6月11日 - 熊谷尚夫、経済学者（* 1914年）
- 6月14日 - 保坂誠、実業家（* 1910年）
- 6月15日 - エラ・フィッツジェラルド、ジャズ・シンガー（* 1918年）

## （16日 - 30日）

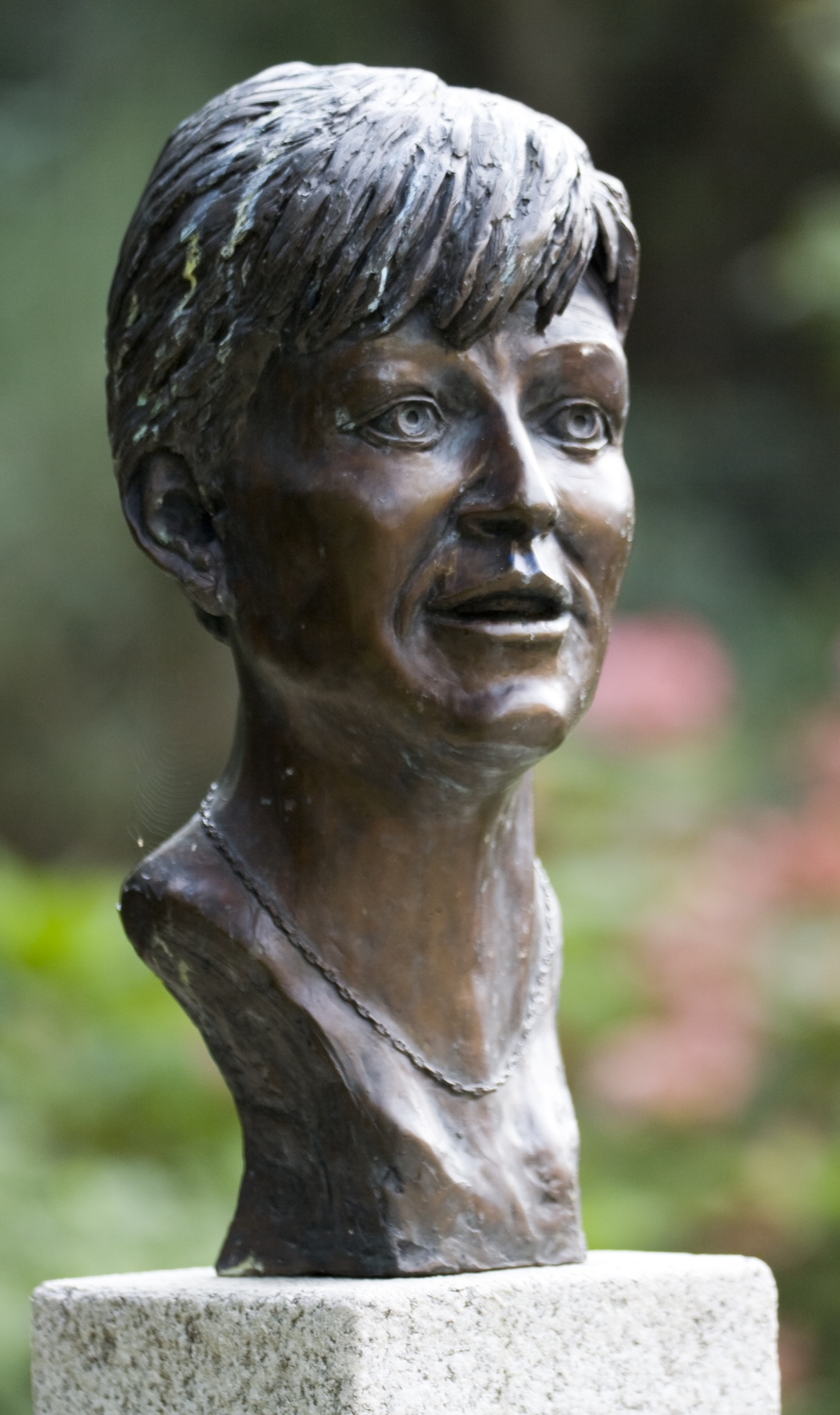
ヴェロニカ・ゲリン / 6月26日没

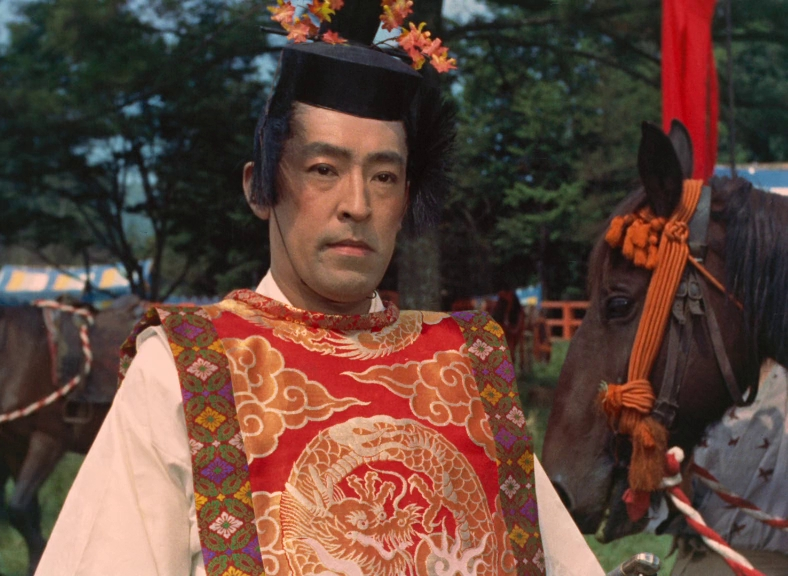
山形勲 / 6月28日没

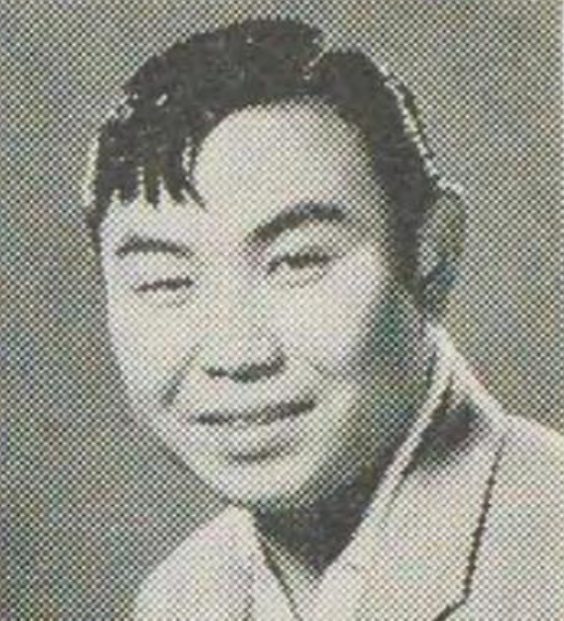
坂本新兵 / 6月30日没

- 6月16日 - 島田一男、小説家（* 1907年）
- 6月16日 - 杉兵助、コメディアン（* 1916年）
- 6月17日 - 川本信正、スポーツジャーナリスト（* 1907年）
- 6月17日 - トーマス・クーン、哲学者（* 1922年）
- 6月17日 - 安藤元博、元プロ野球選手（* 1939年）
- 6月19日 - 非常階段ミヤコ、漫才師（非常階段）（* 1958年）
- 6月23日 - 葉山三千子、女優（* 1902年）
- 6月23日 - アンドレアス・パパンドレウ、政治家（* 1919年）
- 6月23日 - 島桂次、第15代NHK会長（* 1927年）
- 6月26日 - ヴェロニカ・ゲリン、ジャーナリスト（* 1959年）
- 6月27日 - 宮崎恭子、女優、演出家、脚本家（* 1931年）
- 6月28日 - 山形勲、俳優（* 1915年）
- 6月30日 - 坂本新兵、俳優（* 1935年）